# Cneo Servilio Cepión (cónsul 141 a. C.)
Cneo o Gneo Servicio Cepión  fue un magistrado romano. Era hijo del cónsul del año 169 a. C. Cneo Servilio Cepión y hermano de Quinto Servilio Cepión y Quinto Fabio Máximo Serviliano.

## Carrera pública
Fue cónsul en el año 141 a. C., con Quinto Pompeyo como colega, y censor en 125 a. C. Durante la censura construyó el acueducto de Aqua Tepula para el suministro de agua a Roma.